# Десь у Туреччині
«Десь у Туреччині» (англ. Somewhere in Turkey) — американська короткометражна кінокомедія режисера Альфреда Дж. Гулдінга 1918 року.

## Сюжет
Герой фільму, професор у Туреччині, який кидає виклик султанові за кохання до дівчини.

## У ролях
- Гарольд Ллойд — безстрашний провідник
- Снуб Поллард — його асистент
- Бібі Данієлс — дівчина в небезпеці
- Вільям Блейсделл
- Семмі Брукс
- Гаррі Барнс
- Луїза Карвер
- Біллі Фей
- Вільям Гіллеспі
- Чарльз Стівенсон